# Chiquinho Zenatti
Chiquinho Zenatti (Modelo, 11 de fevereiro de 1973) é um comerciante, advogado e político brasileiro.
Filiou-se ao Partido Popular Socialista (PPS) em 30 de setembro de 2003, partido pelo qual concorreu a deputado estadual para a Assembleia Legislativa de Santa Catarina, recebendo 4.803 votos. Suplente, foi convocado para a 16ª Legislatura (2007-2011), em razão do afastamento de Altair Guidi, exercendo a função de 1 de julho a 30 de agosto de 2010.